# 北京市女子监狱
北京市女子监狱是隶属于中华人民共和国北京市监狱管理局的一所监狱。该监狱坐落在北京市大兴区天堂河境内，是北京市唯一一所关押北京籍成年女性罪犯的监狱。

## 历史
该监狱建成于1999年10月，占地面积258亩。该监狱探索多种会见形式、特殊节日会见，开展适合女性的监舍装扮、三八节减刑、假释活动等等。在对罪犯的教育改造中，坚持“三课”教育，按照“贴近女犯生活，贴近女犯实际，贴近女犯需求”的原则开展特色教育，举办各种文体活动。在劳动改造上，该监狱为罪犯设定的劳动项目有毛衣编织、服装裁剪、艺术雕刻、外文翻译等等，同时开展插花、电脑、烹饪、英语、美容美发等培训，为罪犯今后回归社会自食其力打下基础。

## 医疗及服务设施
该监狱设有北京市女子监狱医院。2008年3月20日，北京市女子监狱医院的12名干警来到北京市监狱管理局心理健康中心，接受了专业减压训练。
该监狱为罪犯设有心理咨询及心理调节的专门场所“茧吧”。